# Salve Regina (Vivaldi)
Salve Regina, RV 616, és una obra religiosa d'Antonio Vivaldi, un motet que forma part de les Vespres. La Salve Regina és una de les quatre antífones dedicades a la Mare de Déu. Es coneixen quatre versions de Vivaldi del Salve Regina, identificades amb la numeració RV 616 a 619. La Salve Regina té sis versos que Vivaldi, d'acord amb la forma motet, va distribuir en sis moviments per separat, a través d'un contrast moderat entre ells. El RV 616 i el RV 618 formen part d'un gran cos de música vocal sacra que Vivaldi va compondre des de mitjans del 1720 fins a principis dels anys 1730.

## Els quatreSalve Regina
En el període barroc, a Itàlia, la pràctica musical considerava que com els motets, les antífones marianes eren adequades per ser cantades. Això és bastant lògic, ja que, des del punt de vista de la litúrgia, les quatre grans antífones s'escriguin com a pregàries. Cadascuna està assignada a l'època corresponent; el "Salve Regina" va des de les primeres Vespres del diumenge de la Trinitat fins al dissabte anterior al primer diumenge d'Advent. La majoria d'aquestes composicions de Vivaldi semblen no tenir una associació amb les obres compostes per l'Ospedale della Pietà. Probablement foren concebudes com a obres de "repertori", és a dir, un grup de peces que eren compatibles entre si i, d'aquesta manera, es pot triar la que s'adapti millor a les necessitats d'una església determinada que vol celebrar una festivitat important.
La redescoberta d'obres de Vivaldi és bastant recent. El 1984 Kolneder en cita dues: una en do menor (correspondria a la RV 616) i una altra en sol menor (RV 618) i afegeix que el 1968 s'havia trobat una tercera versió en fa major (RV 617); tots ells els hauria compost en algun moment entre 1720 i 1735. Posteriorment se sap que hauria existit una versió, actualment perduda, que hauria compost entre 1713 i 1717; la instrumentació seria per a veu solista amb 2 flautes, violoncel, corda i baix continu (orgue). Per tant, serien:
- Salve Regina, RV 616, en do menor
- Salve Regina, RV 617, en fa major
- Salve Regina, RV 618, en sol menor
- Salve Regina, RV 619 (perdut).

## Estructura i anàlisi musical
L'estructura general és de sis moviments, tot i que els RV 617 només té quatre moviments:
1. "Salve Regina" (Andante)
2. "Ad te clamamus" (Allegro)
3. "Ad te suspiramus" (Larghetto)
4. "Eja ergo" (Allegro)
5. "Et Jesum" (Allegro molto)
6. "O clemens" (Andante)

### Salve Regina, RV 616
Està escrit per a contralt solista, doble cor i doble orquestra (orquestra I: 2 flautes dolces, flautes travesseres, corda i baix continu; orquestra II: corda i baix continu). Consta de sis moviments amb les següents característiques musicals:
1. "Salve Regina Mater". És un Andante en do menor. Per a contralt solista i doble cor; orquestra I (2 flautes dolces, corda i baix continu), orquestra II (corda i baix continu).
2. "Ad te clamamus". És un Allegro en mi bemoll major. Per a contralt solista i doble cor; orquestra I-II (corda i baix continu).
3. "Ad te suspiramus". És un Larghetto en sol menor. Per a contralt solista i cor I; orquestra (flauta tr,, violins I/II, viola i baix continu)
4. "Eia ergo advocata". En mi bemoll major. Per a contralt solista i cors I/II: violins I/II, viola i baix continu.
5. "Et Jesum benedictum". És un Andante molto en sol menor. Per a contralt solista i doble cor; orquestra I-II (corda i baix continu).
6. "O clemens, o pia, o dulcis Virgo". És un Andante en do menor. Per a contralt solista i doble cor; orquestra I (2 flautes dolces, corda i baix continu). orquestra II (corda i baix continu).

Per al primer moviment, Vivaldi va fer servir un ritornello fugat del seu Concert per a violí, RV 319. El text del salm de cap manera justifica aquest motiu inesperat, però dona una energia i un cert interès musical a aquesta pàgina. En aquest moviment, la segona orquestra bàsicament reforça la primera orquestra. Aquesta relació evoluciona en el segon moviment on els dos cors es passen el tema d'un a l'altre. Els sospirs ("suspiramus"), els gemecs («gementes»), les queixes ("flentes") i les llàgrimes ("lacrimarum") són incorporats en tota la seva expressivitat musical en el tercer moviment, més lent (Larghetto).
L'arribada dels oboès en el quart moviment (Allegro) introdueixen un nou element, tot i que l'atmosfera general segueix sent seriosa. Una línia de notes greus cromàtiques, amb molt de sentiment, acompanya la paraula "misericodere". La primera cita del nom de Jesús, en el cinquè vers, permet que Vivaldi incorpori el suau balanceig d'una cançó de bressol; el nen es balanceja, per dir-ho així, en un moviment oscil·lant entre les dos conjunts. Aquest suau impuls continua durant l'últim moviment per donar veu a les pregàries en una música càlida i plena de fervor religiós.

### Salve Regina, RV 617
Aquesta versió del Salve Regina és de proporcions més petites; la seva partitura es conserva a Brno. Està en fa major. La instrumentació és: soprano solista, violí solista, corda i baix continu, amb orgue. Consta només de quatre moviments amb les següents característiques musicals:
1. "Salve Regina Mater". És un Allegro en fa major. Per a soprano solista, violí solista i orgue.
2. "Ad te clamamus". És un Allegro en re menor. Per a soprano solista, violins I/II, violes i orgue.
3. "Eia ergo advocata". És un Allegro en do major. Per a soprano solista, violí solista, corda i orgue.
4. "Et Jesum benedictum". És un Andante en fa major. Per a soprano solista, violí solista, corda i orgue.

### Salve Regina, RV 618
Igual que el RV 616 –i a diferència del RV 617–, el RV 618 és una obra de grans proporcions per a contralt solista i corda dividides en dos cors. Un parell d'oboès només apareixen en el quart moviment. Aquesta versió del Salve Regina està en sol menor. La instrumentació és: contralt solista, doble cor i doble orquestra (orquestra I: 2 oboès, corda i baix continu; orquestra II: corda i baix continu). Consta de sis moviments amb les següents característiques musicals:
1. "Salve Regina Mater". És un Andante molto en sol menor; hi ha similituds amb primer moviment del Concert per a violí en sol menor, RV 319. Per a contralt solista, cor I-II i orquestra I-II (corda i baix continu).
2. "Ad te clamamus". És un Allegro en re menor. Per a contralt solista, cor I-II i orquestra I-II (corda i baix continu).
3. "Ad te suspiramus gementes". És un Larghetto en fa major. Per a contralt solista, cor I, corda i baix continu.
4. "Eia ergo advocata". És un Allegro en re menor. Per a contralt solista, cor I-II, orquestra I (2 oboès, corda i baix continu) i orquestra II (corda i baix continu).
5. "Et Jesum benedictum". És un Andante en sol menor. Per a contralt solista, cor I-II i orquestra I-II (corda i baix continu).
6. "O clemens, o pia, o dulcis Virgo". És un Larghetto en sol menor. Per a contralt solista, cor I-II i orquestra I-II (corda i baix continu).

## Text en llatí
El text, tradicionalment atribuït a Hermann de Reichenau, és considerat com anònim per molts musicòlegs.
Salve, Regina, Mater misericordiae,
vita, dulcedo, et spes nostra, salve.
ad te clamamus
exsules filii Hevae,
ad te suspiramus, gementes et flentes
in hac lacrimarum valle.
Eia, ergo, advocata nostra, illos tuos
misericordes oculos ad nos converte;
et Jesum, benedictum fructum ventris tui,
nobis post hoc exsilium ostende.
O clemens, O pia, O dulcis Virgo Maria.